# Louis-Jean-Samuel Joly de Bammeville
Louis-Jean-Samuel, baron Joly de Bammeville (8 février 1760, Saint-Quentin - 23 avril 1832), est un homme politique français.

## Biographie
Fils de Jean-Samuel Joly, seigneur de Bammeville, et de Elisabeth Chatry de La Fosse (sœur de Pierre-Jacques-Samuel Chatry-Lafosse), il était négociant à Saint-Quentin et président du conseil des prud'hommes de Saint-Quentin. Il devint, en 1790, administrateur de l'Aisne, et fut élu, le 8 septembre 1791, député de ce département à l'Assemblée législative. Il siégea obscurément dans la majorité. Le 9 germinal an VIII, il fut nommé conseiller de préfecture de l'Aisne et devient baron par décret du 2 janvier 1814.
Il est inhumé au cimetière du Père-Lachaise (12e division).